# Liste der Gastredner im Deutschen Bundestag
Das Rederecht im Deutschen Bundestag ist auf die Abgeordneten des Bundestages und die Mitglieder von Bundesrat und Bundesregierung sowie ihre Beauftragten beschränkt. In Ausnahmefällen kamen jedoch Gastredner im Bundestag zu Wort, insbesondere am 27. Januar, dem Internationalen Tag des Gedenkens an die Opfer des Holocaust. Weitere Ausnahmen sind ausländische Gäste und Redner zu Gedenksitzungen und Feierakten. Es besteht keine Rechtsgrundlage, nach welcher Nichtparlamentariern ein Rederecht gewährt wird. Protokollgemäß wurden diese Reden außerhalb der regulären Plenarsitzungen oder Tagesordnung gehalten. Erster Gastredner war im Jahr 1951 Arthur Woodburn als Leiter einer britischen Parlamentarierdelegation.

## Liste der Gastredner
| Datum         | Gast                     | Nationalität                       | Kommentar |
| ------------- | ------------------------ | ---------------------------------- | --- |
| 18. Sep. 1951 | Arthur Woodburn          | Vereinigtes Königreich             | Leiter einer Delegation britischer Parlamentsabgeordneter |
| 14. Nov. 1951 | Theodore F. Green        | Vereinigte Staaten                 | Sprecher einer Delegation US-amerikanischer Kongressabgeordneter sowie Senatsmitglied                                                                           |
| 12. Dez. 1951 | Muhlis Tümay             | Türkei                             | Sprecher einer Delegation der Großen Nationalversammlung der Türkei sowie Erster Vizepräsident des türkischen Parlamentes                                       |
| 29. Okt. 1953 | Joseph William Martin    | Vereinigte Staaten                 | Sprecher des US-amerikanischen Repräsentantenhauses |
| 14. Feb. 1962 | Per Federspiel           | Dänemark                           | Präsident der Parlamentarischen Versammlung des Europarates |
| 26. Feb. 1969 | Richard Nixon            | Vereinigte Staaten                 | Präsident der Vereinigten Staaten |
| 9. Juni 1982  | Ronald Reagan            | Vereinigte Staaten                 | Präsident der Vereinigten Staaten |
| 20. Jan. 1983 | François Mitterrand      | Frankreich                         | französischer Staatspräsident |
| 17. Juni 1987 | Fritz Stern              | Vereinigte Staaten Deutschland     | US-amerikanischer Historiker und Hochschullehrer jüdischer Abstammung zum Gedenken an den 17. Juni                                                              |
| 28. Apr. 1995 | Władysław Bartoszewski   | Polen                              | polnischer Außenminister |
| 16. Jan. 1996 | Ezer Weizmann            | Israel                             | israelischer Staatspräsident |
| 22. Mai 1996  | Nelson Mandela           | Südafrika                          | südafrikanischer Staatspräsident |
| 24. Apr. 1997 | Václav Havel             | Tschechien                         | tschechischer Staatspräsident |
| 27. Jan. 1998 | Yehuda Bauer             | Israel                             | Holocaustforscher |
| 7. Sep. 1999  | Najma Heptulla           | Indien                             | Präsidentin der Interparlamentarischen Union |
| 9. Nov. 1999  | Michail Gorbatschow      | Russland                           | Rede des ehemaligen sowjetischen Staatspräsidenten anlässlich des 10. Jahrestages des Berliner Mauerfalls                                                       |
| 9. Nov. 1999  | George H. W. Bush        | Vereinigte Staaten                 | ehemaliger Präsident der Vereinigten Staaten |
| 27. Jan. 2000 | Elie Wiesel              | Vereinigte Staaten Rumänien        | Schriftsteller und Hochschullehrer sowie Holocaustüberlebender                                                                                                  |
| 27. Juni 2000 | Jacques Chirac           | Frankreich                         | französischer Staatspräsident |
| 25. Sep. 2001 | Wladimir Putin           | Russland                           | Präsident Russlands |
| 28. Jan. 2002 | Bronisław Geremek        | Polen                              | ehemaliger polnischer Außenminister sowie Holocaustüberlebender                                                                                                 |
| 28. Feb. 2002 | Kofi Annan               | Ghana                              | Generalsekretär der Vereinten Nationen |
| 23. Mai 2002  | George W. Bush           | Vereinigte Staaten                 | Präsident der Vereinigten Staaten |
| 27. Jan. 2003 | Jorge Semprún            | Spanien                            | Schriftsteller sowie Widerstandskämpfer in der französischen Résistance und gegen den Franquismus                                                               |
| 27. Jan. 2004 | Simone Veil              | Frankreich                         | Ehemalige Präsidentin des Europäischen Parlamentes sowie Holocaustüberlebende und Widerstandskämpferin in der Résistance                                        |
| 9. März 2005  | Wiktor Juschtschenko     | Ukraine                            | Präsident der Ukraine |
| 31. Mai 2005  | Mosche Katzav            | Israel                             | israelischer Staatspräsident |
| 29. Jan. 2007 | Imre Kertész             | Ungarn                             | Schriftsteller jüdischer Abstammung |
| 25. Jan. 2008 | Lenka Reinerová          | Tschechien                         | Schriftstellerin, Rede anlässlich des Jahrestags der Befreiung des Konzentrationslagers Auschwitz. Aus gesundheitlichen Gründen vertreten durch Angela Winkler. |
| 27. Jan. 2010 | Feliks Tych              | Polen                              | Historiker und Opfer des Nationalsozialismus, Rede anlässlich einer Gedenkstunde für die Opfer des Nationalsozialismus                                          |
| 27. Jan. 2010 | Schimon Peres            | Israel                             | israelischer Staatspräsident |
| 27. Jan. 2011 | Zoni Weisz               | Niederlande                        | Sinto, Überlebender des Holocaust |
| 22. Sep. 2011 | Benedikt XVI.            | Vatikanstadt Deutschland           | Papst |
| 27. Jan. 2012 | Marcel Reich-Ranicki     | Polen Deutschland                  | Literaturkritiker, Überlebender des Holocaust (polnischer und deutscher Staatsbürger, bisher ältester Redner im Bundestag)                                      |
| 22. Jan. 2013 | François Hollande        | Frankreich                         | Präsident Frankreichs |
| 22. Jan. 2013 | Claude Bartolone         | Frankreich                         | Präsident der Französischen Nationalversammlung |
| 22. Jan. 2013 | Bruno Le Roux            | Frankreich                         | Vorsitzender der SRC-Fraktion in der Französischen Nationalversammlung                                                                                          |
| 22. Jan. 2013 | Christian Jacob          | Frankreich                         | Vorsitzender der UMP-Fraktion in der Französischen Nationalversammlung                                                                                          |
| 22. Jan. 2013 | Jean-Louis Borloo        | Frankreich                         | Vorsitzender der UDI-Fraktion in der Französischen Nationalversammlung                                                                                          |
| 22. Jan. 2013 | François de Rugy         | Frankreich                         | Vorsitzender der Ökologischen Fraktion in der Französischen Nationalversammlung                                                                                 |
| 22. Jan. 2013 | Joël Giraud              | Frankreich                         | Vorsitzender der RRDP-Fraktion in der Französischen Nationalversammlung                                                                                         |
| 22. Jan. 2013 | André Chassaigne         | Frankreich                         | Vorsitzender der GDR-Fraktion in der Französischen Nationalversammlung                                                                                          |
| 27. Jan. 2014 | Daniil Granin            | Russland                           | Schriftsteller |
| 3. Juli 2014  | Alfred Grosser           | Deutschland Frankreich             | Publizist und Soziologe |
| 10. Sep. 2014 | Bronisław Komorowski     | Polen                              | Staatspräsident Polens |
| 27. Jan. 2016 | Ruth Klüger              | Österreich Vereinigte Staaten      | Zwangsarbeiterin im Konzentrationslager, Schriftstellerin |
| 31. Jan. 2018 | Anita Lasker-Wallfisch   | Deutschland Vereinigtes Königreich | Cellistin und eine der letzten bekannten Überlebenden des Mädchenorchesters von Auschwitz                                                                       |
| 31. Jan. 2019 | Saul Friedländer         | Israel                             | Historiker und Autor |
| 29. Jan. 2020 | Reuven Rivlin            | Israel                             | Jurist und Politiker |
| 15. Nov. 2020 | Charles, Prince of Wales | Vereinigtes Königreich             | britischer Thronerbe |
| 18. Dez. 2020 | António Guterres         | Portugal                           | Generalsekretär der Vereinten Nationen |
| 27. Jan. 2021 | Charlotte Knobloch       | Deutschland                        | ehemalige Präsidentin des Zentralrats der Juden in Deutschland                                                                                                  |
| 27. Jan. 2021 | Marina Weisband          | Ukraine Deutschland                | Publizistin und Politikerin |
| 27. Jan. 2022 | Inge Auerbacher          | Vereinigte Staaten                 | Holocaustüberlebende |
| 27. Jan. 2022 | Mickey Levy              | Israel                             | Präsident der Knesset |
| 17. März 2022 | Wolodymyr Selenskyj      | Ukraine                            | Präsident der Ukraine (per Videoschalte) |
| 6. Sep. 2022  | Jitzchak Herzog          | Israel                             | israelischer Staatspräsident |
| 27. Jan. 2023 | Rozette Kats             | Niederlande                        | Holocaustüberlebende |
| 27. Jan. 2023 | Klaus Schirdewahn        | Deutschland                        | Schwulenaktivist |
| 27. Jan. 2023 | Maren Kroymann           | Deutschland                        | Schauspielerin |
| 27. Jan. 2023 | Jannik Schümann          | Deutschland                        | Schauspieler |
| 30. März 2023 | Charles III.             | Vereinigtes Königreich             | König des Vereinigten Königreiches |
| 27. Jan. 2024 | Eva Szepesi              | Ungarn                             | Holocaustüberlebende |
| 27. Jan. 2024 | Marcel Reif              | Schweiz                            | Sportjournalist |
| 11. Juni 2024 | Wolodymyr Selenskyj      | Ukraine                            | Präsident der Ukraine |
| 17. Nov. 2024 | Klaus Johannis           | Rumänien                           | Präsident Rumäniens |
| 29. Jan. 2025 | Roman Schwarzman         | Ukraine                            | Holocaustüberlebender |